# Головна астрономічна обсерваторія НАН України
50°21′47″ пн. ш. 30°29′45″ сх. д. / 50.36306° пн. ш. 30.49583° сх. д.
Головна астрономічна обсерваторія НАН України — заснована 17 липня 1944 з ініціативи Олександра Яковича Орлова; одна з двох обсерваторій міста Києва.

## Розташування
Розташована за 12 км на південь від центра Києва в Голосіївському лісі (звідси походить її неофіційна назва — Голосіївська). Адреса : Вул. Академіка Заболотного № 27.
Територія обсерваторії безпосередньо межує з Клінічною лікарнею «Феофанія» та Всеукраїнським центром радіохірургії. Поруч розташовано Інститут бджільництва ім. П. І. Прокоповича, Національний музей бджільництва України, Національний музей народної архітектури та побуту України, Національний експоцентр України, Садово-парковий комплекс НАН України «Феофанія».

## Історія місцевості
У 16-му столітті ця місцевість належала Києво-Печерському монастирю. А пізніше стала особистою власністю київських митрополитів: спочатку — Петра Могили, згодом Сильвестра Косова.
Наприкінці 18-го століття територія Феофанії вже належала Софіївському чоловічому монастирю.
Після указу імператриці Катерини II з 1786 і до 1802 років ця місцевість перебувала у власності державної казни, а відтак була власністю настоятеля Михайлівського Золотоверхого монастиря Феофана (Шиянова) — Київського вікарія і помічника митрополита.
Саме Феофан — перший Київський вікарний єпископ зводить тут заміську резиденцію дачного типу для настоятелів Михайлівського Золотоверхого монастиря, перетворюючи з 1803 року територію на пустинь, названу ім'ям її засновника — Феофана. Майже 28 років (1807—1835 рр.) резиденція стояла пустою. До 1920 року — це власність Лаври, пасічний хутір, який у 1934 році закрили і пустинь взагалі перестала існувати.
Ці землі були передані Київському сільськогосподарському інституту. Наукова громадськість відзначала належний догляд всі ці роки за усіма зеленими насадженнями Феофанії з боку студентів та науковців цього відомого аграрного закладу. Наприкінці 50 років ХХ століття Рада міністрів УРСР передала значні території Феофанії для спорудження Виставки досягнень в народному господарстві (ВДНГ), лікарні «Феофанія», республіканського Інституту бджільництва, Головної астрономічної обсерваторії НАН України та парку «Феофанія».

## Історія створення

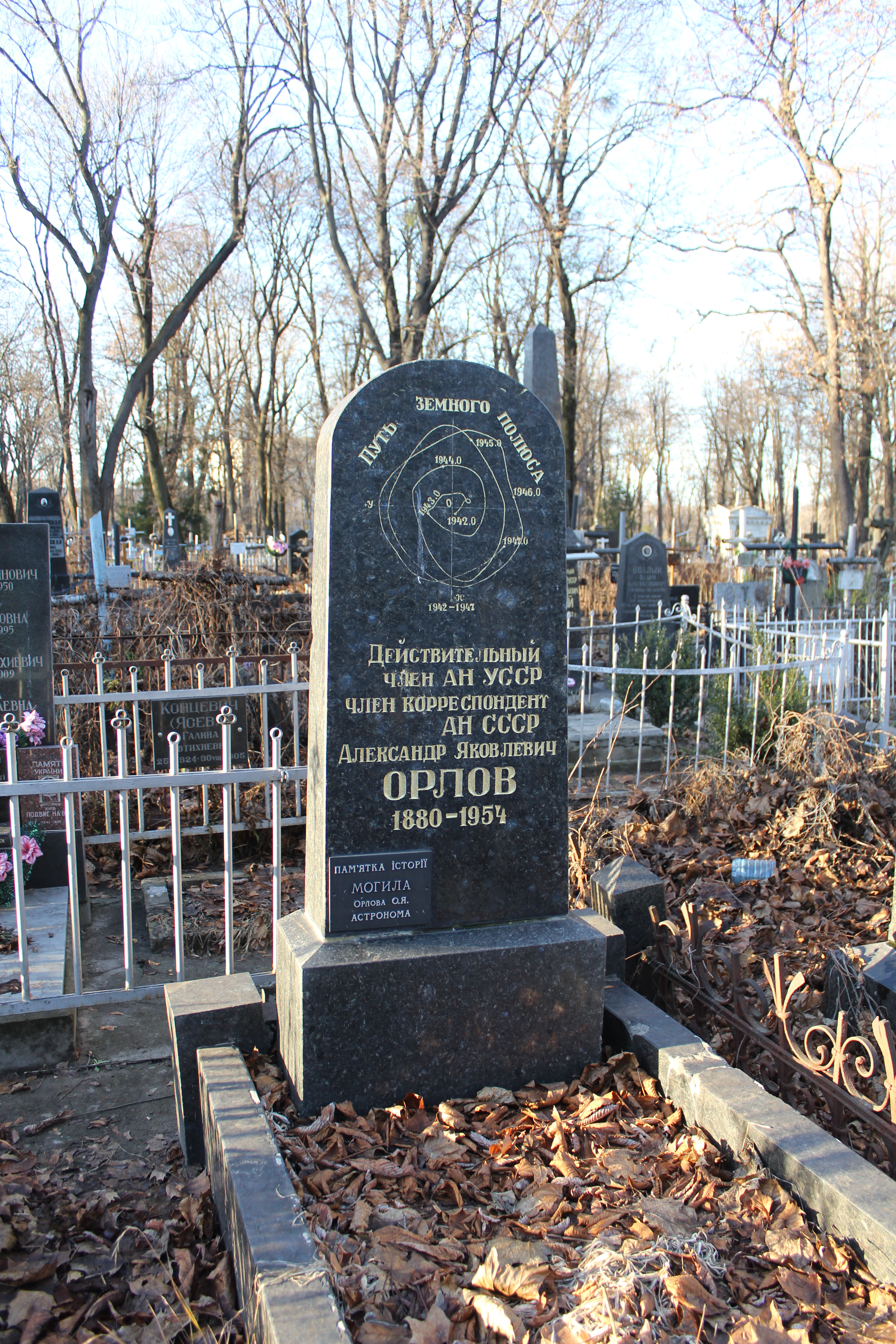
Академік Орлов О. Я.

Ініціатором створення обсерваторії став видатний вчений академік Олександр Орлов. Напередодні другої світової війни, було вирішено побудувати приміщення обсерваторії у Ботанічному саду Академії наук України на високих пагорбах Дніпра.
Але, після завершення війни, академік Орлов особисто вибрав простору галявину у Голосіївському лісі і запропонував побудувати обсерваторію саме тут, оскільки для її повноцінної діяльності потрібна була заміська територія, без яскравого освітлення, яке було характерне для центру Києва.
Академік Орлов особисто звернувся до всесвітньовідомого академіка архітектури Олексія Щусєва створити проєкт обсерваторії, на що той одразу погодився.
Офіційно обсерваторія була заснована 17 липня 1944 року. Будівництво відбувалося до 1948 року під постійним особистим керівництвом академіка Орлова. Відкриття відбулося у 1949 році. Олексій Орлов очолював обсерваторію до 1951 року.

Ширококутний подвійний астрограф Цейса
Сонячний телескоп АЦУ-5
Рефлектор AZT-2 з діафрагмою 70 см
Музей історії ГАО НАН України й подвійний астрограф
Знак при в'їзді на територію ГАО
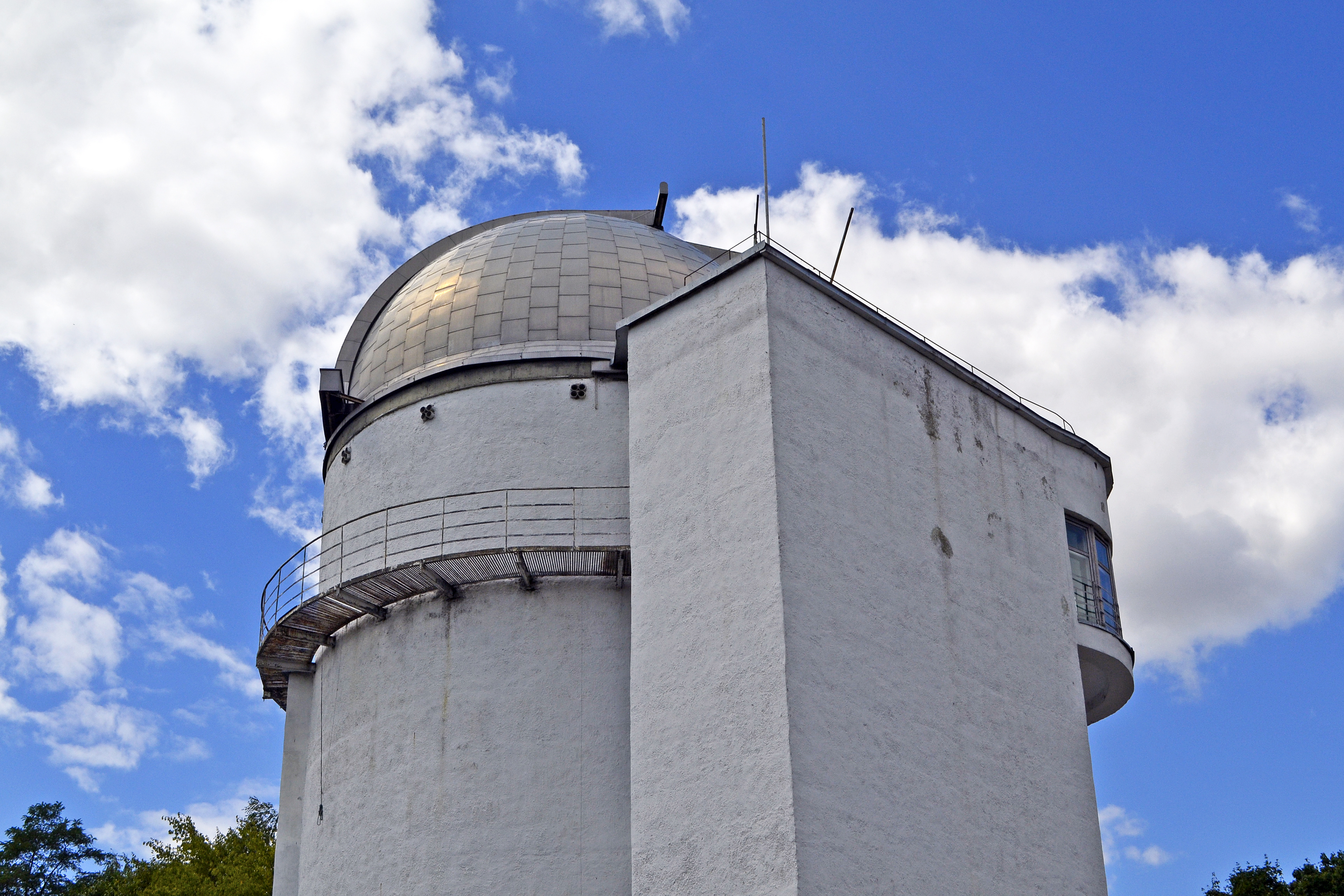
Музей історії ГАО НАН України й подвійний астрограф

## Паркова зона
Затишна територія обсерваторії являє собою впорядкований парк-ботанічний сад з великим розмаїттям флори. Тут під охороною закону знаходяться десятки вікових дубів. Часто проводяться екскурсії для киян та іноземних гостей.

## Музей обсерваторії
На базі великого діючого телескопу, організовано Музей обсерваторії, де відвідувачам представлено детальну історію знаменитого закладу та надається можливість подивитися на Сонячну систему через вічко телескопу. Колективні екскурсії організовуються за попередніми заявками, через сайт обсерваторії.

## Міжнародні координати обсерваторії
Координати обсерваторії — 50°21′47″ пн. ш. 30°29′45″ сх. д. / 50.36306° пн. ш. 30.49583° сх. д., висота над рівнем моря — 186 м.

## Наукова діяльність
Багато науковців ГАО, серед яких доктори та кандидати наук, є авторами численних наукових праць. Вони регулярно оприлюднюються в національних та міжнародних науково-астрономічних виданнях. Список науковців ГАО відображено на її сайті /дивись в Джерелах/.
За вагомий внесок у зміцнення міжнародного авторитету вітчизняної наук значними здобутками в галузі астрономії і фізики космосу трудовий колектив Головної астрономічної обсерваторії Національної академії наук України нагороджено Грамотою Верховної Ради України (протокол № 15 від 01 жовтня 2019 року).

## Очільники
Обсерваторію очолювали:

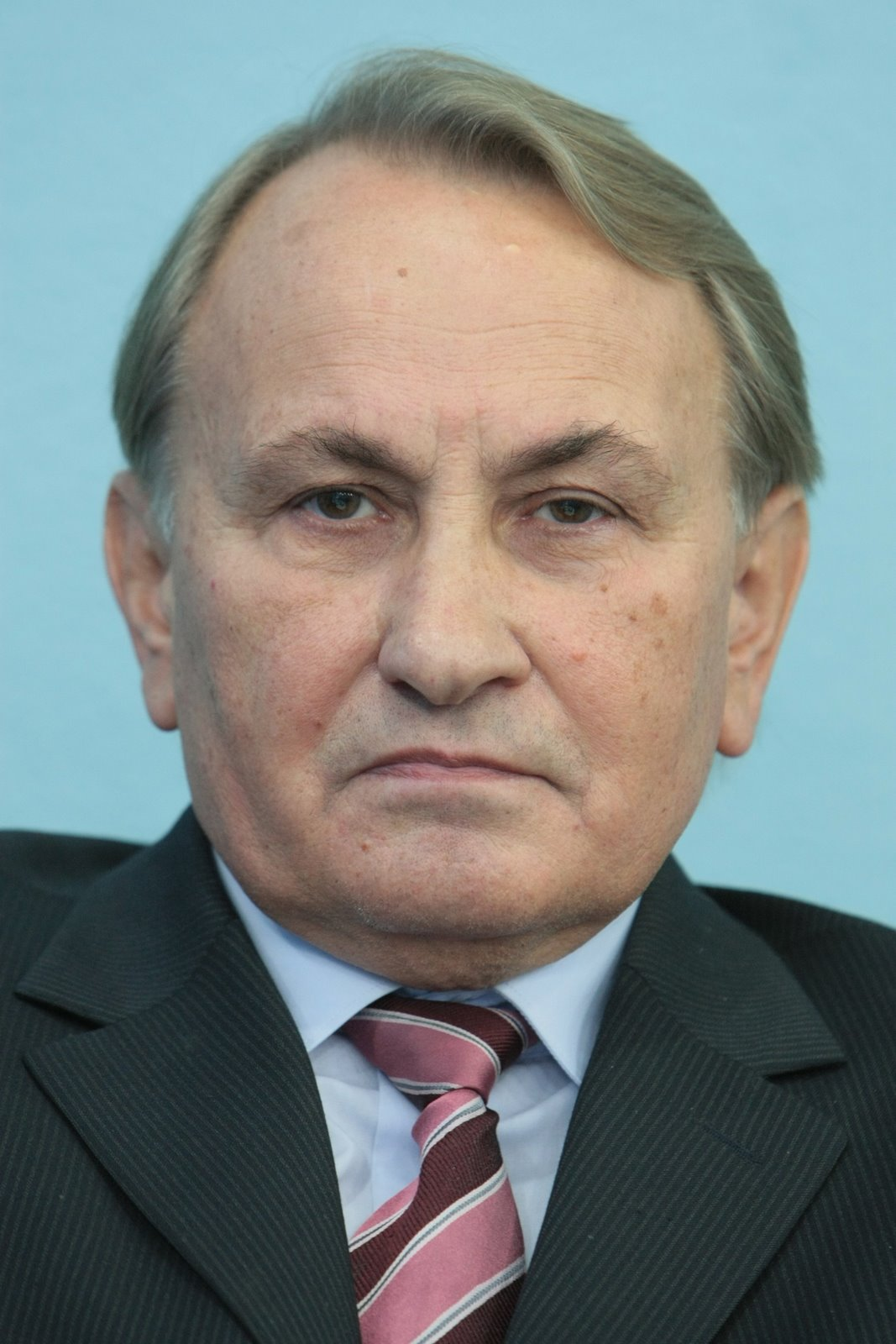
Академік Ярослав Яцків

- 1944–1948 академік АН УРСР Олександр Якович Орлов
- 1948–1951 член-кореспондент АН УРСР Володимир Платонович Цесевич
- 1951–1952 Олександр Якович Орлов
- 1952–1959 член-кореспондент АН УРСР Авенір Олександрович Яковкін
- 1959–1973 академік АН УРСР Є. П. Федоров
- 1973–1975 доктор фізико-математичних наук Іван Кирилович Коваль
- З 1975 р. — академік НАН України Ярослав Степанович Яцків

## Відомі співробітники
- Гаврилов Ігор Володимирович
- Гуртовенко Ернест Андрійович
- Колчинський Ілля Григорович
- Конопльова Валентина Петрівна
- Король Олексій Костянтинович
- Мороженко Ніна Миколаївна
- Неводовський Петро Вікторович
- Онегіна Августа Борисівна
- Орлов Михайло Якович
- Павленко Яків Володимирович
- Харін Аркадій Сергійович
- Шульман Леонід Маркович
- Щукіна Наталія Геннадіївна
- Яновицький Едгард Григорович